# Wamba (król Wizygotów)
Wamba (zm. 680) – król wizygocki.
Na początku swego panowania toczył wojny z Baskami, później musiał stawić czoła tendencjom separatystycznym w państwie wizygockim - bunt duksa Pawła. W 680 roku został pozbawiony władzy a jego następcą został Erwig.